# Горбунов, Евгений Петрович
Горбунов Евгений Петрович (род. 11 февраля 1932, Королёв, СССР) — советский и российский физик, кандидат физико-математических наук, лауреат Государственной премии СССР (1971), лауреат трёх премий им. И. В. Курчатова, один из пионеров работ по управляемому термоядерному синтезу, один из первых физиков-экспериментаторов на установках «Токамак».

## Биография
Родился 11 февраля 1932 года в Коломне.
В 1952 году, окончив с отличием радиоотделение Московского электромеханического техникума им. Л. Б. Красина, он поступает на физический факультет МГУ. Здесь проходит его первая встреча с Курчатовским институтом — через преподавателей — сотрудников ЛИПАНа (так в те годы назывался институт), читавших лекции по проблеме термояда. В 1956 году после знаменитого доклада И. В. Курчатова в Харуэлле, открывшего дорогу к широкому международному сотрудничеству, ЛИПАН набирал на работу сотрудников-физфаковцев. Тогда человек 30 получили приглашение. Предложение было сделано и Евгению. Осенью 1956 года он пришел на практику в сектор Н. А. Явлинского, сотрудники которого занимались проблемами термоядерного синтеза.
Потом было знакомство с Харьковским институтом радиофизики и электроники, где развивались работы в помощь термоядерным исследованиям — этому способствовал сам И. В. Курчатов, переход на работу в космическую отрасль и участие в подготовке первой радиоаппаратуры для полеты ракеты к Луне. Получив квалификацию инженера 1 категории, с февраля 1958 года Евгений Горбунов принял участие в создании первого наземного пункта приёма информации из дальнего космоса на горе Кошка у города Семеиза в Крыму. Работая на этом пункте в 1958/59 годах, он участвовал в приеме сигналов от первой межпланетной станции «Луна-1», пролетавшей мимо спутника.
С 1959 года в Институте атомной энергии занимался измерением поведения одного из основных параметров плазмы на установках Токамак, — концентрации электронов, с помощью интерферометров миллиметрового диапазона волн. В те годы СВЧ-техника миллиметрового диапазона только начинала развиваться для использования радиолокации, но потребности для термоядерных исследований также учитывались. В частности, по инициативе И. В. Курчатова в Харькове отделившемуся от Физическо-технического института Институту радиоэлектроники было выделено дополнительное финансирование на строительство и оборудование для ускоренного освоения техники 2-миллиметрового диапазона волн.
После опыта в проведении таких измерений на малых токамаках с 1966 года Горбуновым были проведены первые двухракурсные многохордовые измерения (по вертикали и горизонтали) на самом крупном тогда токамаке Т-3А. В ходе испытаний была подтверждена симметрия в распределении плотности плазмы относительно экватора и наблюдена несимметричная картина при вертикальном зондировании. В 1969 году на Токамаке-3А получил устойчивый выход настоящих, термоядерных нейронов. Лев Андреевич Арцимович тщательно проверял все результаты измерений и, убедившись в природе их происхождения, предложил выдвинуть коллектив на Государственную премию СССР, сказав, что на Ленинскую не получится, так как он её уже имеет, а дважды не полагается.
В 1971 году был удостоен Государственной премии СССР за цикл работ «Получение и исследование высокотемпературной термоядерной плазмы на установках „Токамак“»
В последующие годы был совершен трудный переход от волноводной техники мм-волн к квазиоптической технике субмм-волн. Е. П. Горбунов поддержал идею коллег из Харьковского института радиофизики и электроники использовать полный диэлектрический лучевод в качестве надежной и удобной линии для передачи излучения и создания измерительных приборов субмм-волн. Совместно с коллегами из Харькова и Сухуми он принимает участие в создании диагностики для больших токамаков Т-7, Т-10 и Т-15 с использованием комплексов квазиоптических устройств и субмм-лазеров.
В январе 1973 года в Ленинграде защитил диссертацию на соискание степени кандидата физико-математических наук. С мая по декабрь 1973 года работал на первом в Западной Европе токамаке КЛЕО, в Калэмской лаборатории (Англия).
Под его руководством разработаны интерферометры для физиков, работающих на плазменном нейтрализаторе в отделе «Огра» РНЦ Курчатовский институт и токамаке «Глобус» в Санкт-Петербурге.
В 2009 году опубликовал книгу воспоминаний об академике Л. А. Арцимовиче. С 2020 года (в возрасте 88 лет) вышел на пенсию.

## Награды и премии
- Государственная премия СССР (1971) — За цикл работ «Получение и исследование высокотемпературной термоядерной плазмы на установках „Токамак“» (совм. с коллективом исследователей)[2].